# Crespin (Nord)
Crespin és un municipi francès, situat a la regió dels Alts de França, al departament del Nord. L'any 2006 tenia 4.394 habitants. Limita al nord amb Saint-Aybert, al nord-est amb Hensies, al sud-est amb Quiévrain, a l'oest amb Quarouble i al nord-oest amb Thivencelle.

## Demografia
| 1962                                       | 1968  | 1975  | 1982  | 1990  | 1999  | 2006  |
| ------------------------------------------ | ----- | ----- | ----- | ----- | ----- | ----- |
| 5.044                                      | 5.033 | 5.320 | 4.910 | 4.553 | 4.410 | 4.362 |
| Des de 1962: població sense dobles comptes |       |       |       |       |       |       |

## Administració
| Període   | Identitat      | Partit        |
| --------- | -------------- | ------------- |
| 2001-2008 | René Flamcourt | UMP           |
| 2008-     | Alain Dée      | Divers droite |